# Quincy Wilson (atleta)
Quincy Wilson (Chesapeake, 8 gennaio 2008) è un velocista statunitense, campione olimpico a Parigi 2024.

## Biografia
Wilson ha iniziato a praticare atletica leggera all'età di otto anni. Mostra il suo talento fin dalla giovanissima età e i suoi genitori Monique e Roy Wilson decisero di trasferirsi da Chesapeake, in Virginia, a Gaithersburg, in Maryland, così che potesse frequentare la Bullis School a Potomac, dove sua cugina, Shaniya Hall, si è laureata nel 2020. Ha una sorella maggiore di nome Kadence. 

## Carriera

### 2022
Nel marzo 2022 Wilson ha corso in 48"41 i 400 metri piani outdoor all'età di 14 anni. Nell'agosto 2022 ha vinto il suo quinto titolo olimpico juniores AAU, vincendo i 400 metri in un tempo di 47"77, peraltro dopo aver corso in 47"59 in semifinale. Arriva inoltre secondo nei 200 metri piani, con un crono di 22"42.

### 2023
A marzo ha vinto il New Balance Nationals Indoor sui 400 metri piani a Boston, con un tempo di 46"67 secondi. Ad aprile ha invece corso i 400 metri in 45"06 secondi ai Penn Relays di Philadelphia.
A giugno è arrivato secondo ai New Balance Nationals Outdoor sui 400 metri, tenutisi a Franklin Field, Philadelphia. Nel settembre 2023, a soli quindici anni, firma un contratto di sponsorizzazione con New Balance.

### 2024

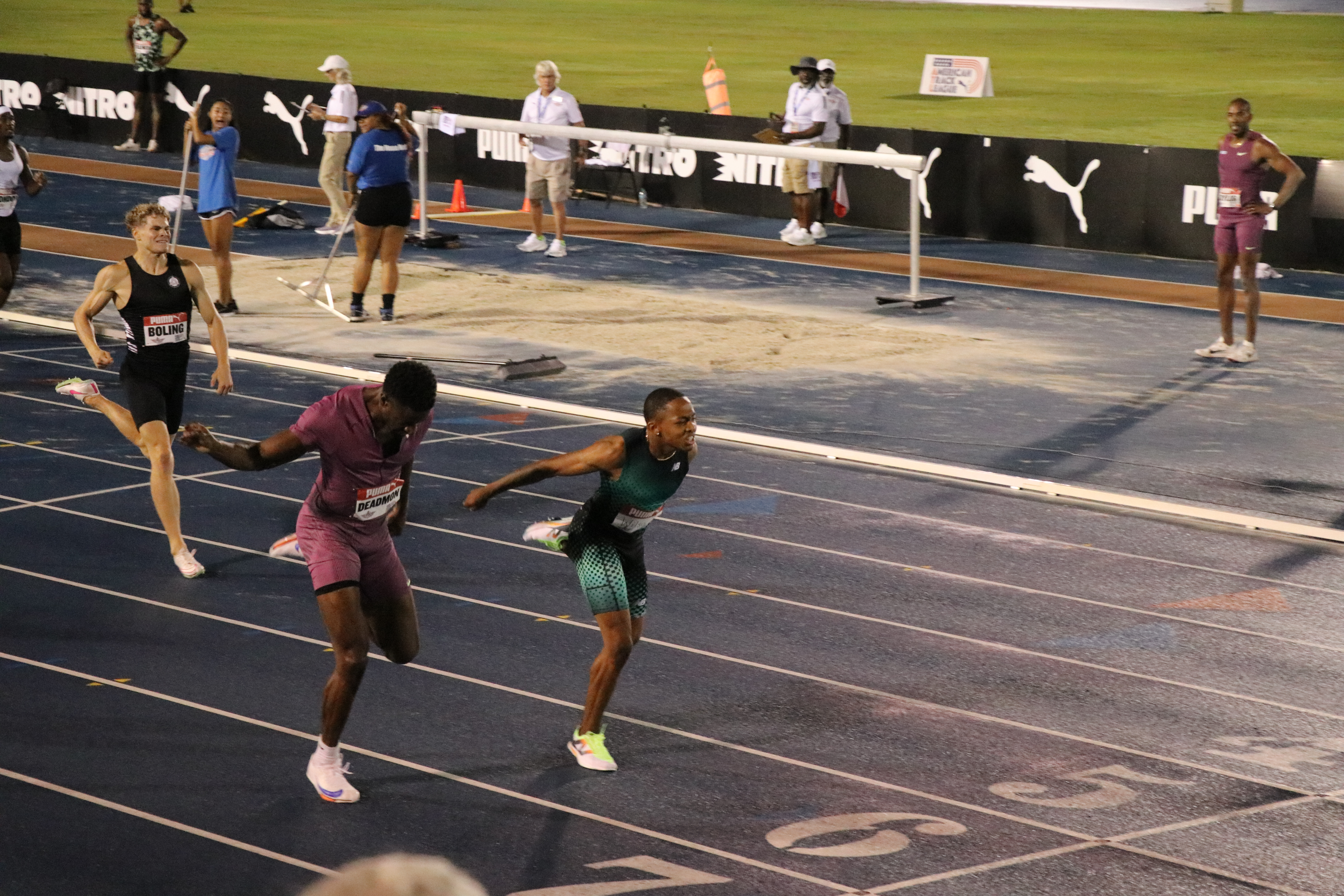
Quincy Wilson nel 2024

A marzo, ha mantenuto il suo titolo al New Balance Nationals Indoor sui 400 metri piani e con il crono di 45"76 ha superato il record mondiale under 18 di 46"01, stabilito da Tyrese Cooper nel 2017.
Il 21 giugno, nei corso dei Trials olimpici statunitensi, Wilson ha stabilito il record mondiale outdoor under 18 sui 400 metri piani, con il tempo di 44"66. Si è successivamente classificato in sesta posizione nel corso della finale. 
Il 19 luglio, pochi giorni prima l'inizio delle Olimpiadi di Parigi, Wilson ha migliorato il suo record mondiale under 18 sui 400 metri, abbassandolo a 44"20 nel corso dell'Holloway Pro Classic di Gainesville. Convocato come staffettista alla rassegna olimpica parigina, il 9 agosto corre la sua frazione nelle batterie della staffetta 4x400 metri piani siglando un crono di 47"27. La squadra statunitense si è qualificata per la finale, dove ha conquistato la medaglia d'oro. Wilson non scende in pista nel corso della finale, ma in virtù della sua partecipazione in batteria può anch'egli fregiarsi del titolo olimpico.

## Record nazionali

### Under 18
- 400 metri piani: 44"20 ( Gainesville, 19 luglio 2024)
- 400 metri piani pista corta: 45"66 ( Boston, 2 febbraio 2025)
- 500 metri piani pista corta: 1'01"27 ( Virginia Beach, 13 gennaio 2024)
- 600 metri piani pista corta: 1'16"20 ( New York, 8 febbraio 2025)

## Progressione

### 200 metri piani
| Stagione | Misura | Luogo      | Data      | Rank. Mond. |
| -------- | ------ | ---------- | --------- | ----------- |
| 2023     | 21"37  | Landover   | 6 -5-2023 | 1816°       |
| 2022     | 22"15  | Greensboro | 3 -8-2022 | 6595°       |

### 200 metri piani pista corta
| Stagione | Misura | Luogo          | Data       | Rank. Mond. |
| -------- | ------ | -------------- | ---------- | ----------- |
| 2024     | 21"02  | Virginia Beach | 3 -2-2024  | 116°        |
| 2023     | 22"05  | Virginia Beach | 15 -1-2023 | 1513°       |
| 2022     | 22"49  | Virginia Beach | 20 -3-2022 | 2446°       |

### 300 metri piani pista corta
| Stagione | Misura | Luogo         | Data      | Rank. Mond. |
| -------- | ------ | ------------- | --------- | ----------- |
| 2024     | 33"11  | Staten Island | 24-2-2024 | 22°         |
| 2023     | 34"11  | New York      | 21-1-2023 | 121°        |

### 400 metri piani
| Stagione | Misura | Luogo       | Data      | Rank. Mond. |
| -------- | ------ | ----------- | --------- | ----------- |
| 2024     | 44"20  | Gainesville | 19-7-2024 | 11°         |
| 2023     | 45"87  | Eugene      | 8-7-2023  | 215°        |
| 2022     | 47"59  | Greensboro  | 5-8-2022  | 1292°       |

### 400 metri piani pista corta
| Stagione | Misura | Luogo          | Data      | Rank. Mond. |
| -------- | ------ | -------------- | --------- | ----------- |
| 2025     | 45"66  | Boston         | 2-2-2025  |             |
| 2024     | 45"76  | Boston         | 10-3-2024 | 26°         |
| 2023     | 46"67  | Boston         | 11-3-2023 | 111°        |
| 2022     | 48"81  | Virginia Beach | 19-3-2022 | 901°        |

### 500 metri piani pista corta
| Stagione | Misura  | Luogo          | Data      | Rank. Mond. |
| -------- | ------- | -------------- | --------- | ----------- |
| 2025     | 1'02"49 | Virginia Beach | 19-1-2025 |             |
| 2024     | 1'01"27 | Virginia Beach | 12-1-2024 | 1°          |
| 2023     | 1'02"63 | New York       | 21-1-2023 | 11°         |

### 600 metri piani pista corta
| Stagione | Misura  | Luogo    | Data       | Rank. Mond. |
| -------- | ------- | -------- | ---------- | ----------- |
| 2024     | 1'17"19 | New York | 28-12-2024 | 20°         |
| 2023     | 1'17"80 | New York | 11-3-2023  | 45°         |

## Palmarès
| Anno | Manifestazione  | Sede   | Evento  | Risultato | Prestazione | Note   |
| ---- | --------------- | ------ | ------- | --------- | ----------- | ------ |
| 2024 | Giochi olimpici | Parigi | 4x400 m | Oro       | 2'54"43     | [ 15 ] |

## Campionati nazionali

### 2023
- 4º ai campionati statunitensi under 20 di atletica leggera nei 400 metri piani con 46"12

### 2024
- 6º ai trials statunitensi di atletica leggera nei 400 metri piani con 44"94